# 格陵兰

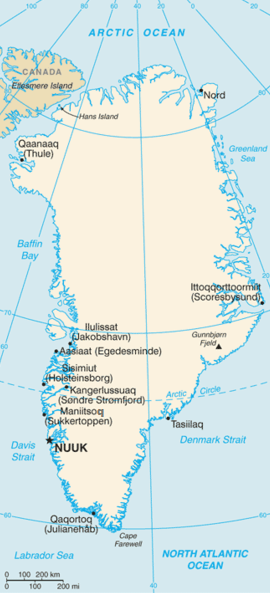
格陵蘭地圖

格陵蘭島（發音：[kalaːɬːit nʉnaːt]，發音：[ˈkʁɶnˌlænˀ]），是世界最大島，面積2,166,086平方公里，80%都被冰雪覆盖。“格陵蘭”在丹麦语的字面意思為「綠地」或「綠色土地」，是在丹麦王国框架内的自治国。在2008年公投後，2009年正式改制，成為內政獨立的自治區，但外交、國防與財政相關事務仍由丹麥代理。格陵兰随著丹麥于1973年加入过欧洲各共同体（欧盟前身），但根据1982年全民公投的结果在1985年通过《格陵兰条约》而使其退出，至今格陵蘭並不屬於歐盟的一員，然而被视为歐洲聯盟特別領域的一部分。格陵蘭公民由於同時作為丹麥公民，因此亦享有欧盟公民身份資格，亦屬於北約範圍。格陵蘭如同法羅群島，在丹麥國會派驻有2名議員。格陵蘭全境大部分处在北极圈内，於北美洲東北，北冰洋和大西洋之間，气候寒冷。隔海峽與冰島和加拿大兩國相望。

## 历史
格陵兰的原住民為因纽特人，屬於爱斯基摩人的一支（其餘為尤皮克人，並與阿留申人有親緣關係），不過他們並不自稱為愛斯基摩人，因為這是北美其他原住民部落對他們的稱呼，意思是「吃生肉的人」，帶有貶義。因此他們自稱為因紐特人，於因纽特语中的意思為「人」，故外界也逐漸改口作此稱呼，以尊重其文化精神。至於何时来到这裡、以及為何要选擇这個环境嚴酷的島嶼居住，目前未有定論。在冰岛的北歐殖民者于982年到来，冰岛人在格陵兰岛的最南端建立三个据点，居住至今。
格陵蘭这个名字正是这些斯堪的纳维亚人所取。根据北欧神话史诗萨迦记载，红胡子埃里克因为犯谋杀罪而从冰岛流亡至此。埃里克一家及其奴隶向西北航行，以探寻传说存在在那裡的陆地。当他在岛上定居下来后，便给该岛取名格陵兰（Grønland，意即“绿色的土地”），以吸引更多的移民（至少该岛南端的峡湾还是多草的）。他的这一妙计果然成功，最終有約4000名北欧移民移入。在早期的地图上，格陵蘭也曾被標上的名字（意为大地之地），到底是的讹音，还是反过来，至今无人知曉。
12世纪时，在格陵兰甚至还建立一个天主教的主教辖区。1386年，格陵兰正式被挪威併吞，成為北欧三国卡尔马联盟的領土。后来瑞典退出后，该联盟瓦解，格陵兰又转属于丹麦-挪威双重君主国的殖民统治。
持續五百多年以后，北欧人的定居点在15世纪突然消失，这很可能是因为小冰期引起普遍的食物匮乏。后来发现的该时期居民的遗骨，都带有營養不良的特征。一封1424年由格陵蘭寄至冰島的信件，是北歐人定居在格陵蘭最後的證據，之後就再沒有任何北歐人定居格陵蘭的史料，但当时当地的因纽特土著居民並沒有受到太大影響。
1814年，根据基尔条约，挪威被丹麥割讓給瑞典，丹麥挪威聯合王國解體。而丹麦重新获得格陵兰的控制权。
1931年，挪威占领当时无人居住的格陵兰岛东部地区，宣称该地是无主土地，声称对其拥有主权。1933年，丹麦和挪威两国同意将此争端提交國際联盟下属的常设国际法院訟裁，根据仲裁结果，丹麦获得格陵兰岛的全部权利。
在第二次世界大战期间，由于1940年4月9日納粹德國占领丹麦及入侵挪威，格陵兰和丹麦的聯絡被切断，英美軍隊隨後占領格陵蘭以防德國登陸占領。格陵兰透過开采伊維圖特的冰晶石矿，设法與美国、加拿大进行贸易，获得必需的商品。这种情况一直持续到战争结束。二战期间在这一地区也发生小规模的争夺战斗。1943年，一名丹麦士兵在该地区阵亡，一年以后，一名德国士兵也战死该地。

## 地理

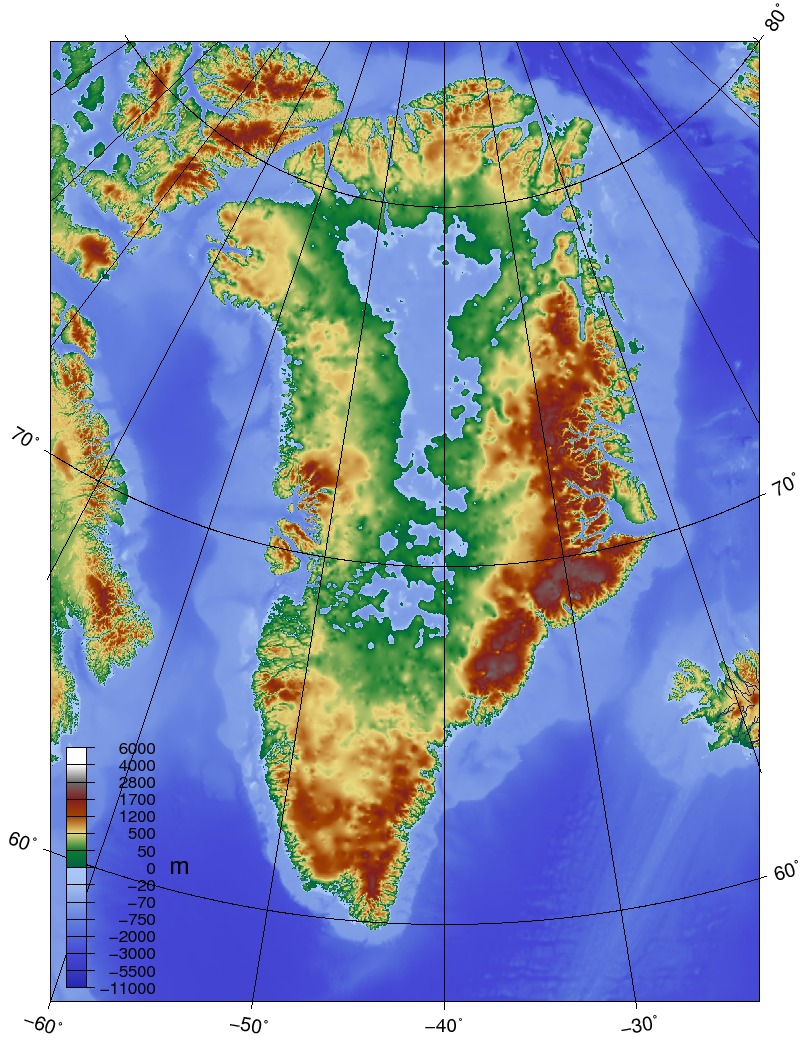
格陵兰地形图（不包括冰盖）

格陵蘭是世界最大的島嶼，属于大陆岛，位於北美洲東北，北冰洋和大西洋之間，西面隔巴芬灣和戴维斯海峡與加拿大的北極島嶼相望，東邊隔丹麦海峡和冰島對望。由於面積龐大，格陵蘭常被稱為格陵蘭次大陆。全島約五分之四地區處於北極圈之內，為極地氣候。
格陵蘭是除南極洲以外，大陆冰川面积最大的地区。幾乎全地區都被冰蓋覆蓋，只有島的極北部和東西兩邊的狹長地帶例外，由於該等地區的空氣異常乾燥，難以形成積雪，地表才得以暴露。亦因為中部地區長期受冰雪蓋壓，故中部地區若去除雪帽覆蓋後，會比島緣地區低。全島以中部偏東最高海拔3300米，邊緣地區平約海拔1000-2000米。若然將格陵蘭島全部冰雪融掉，在冰河侵蝕作用的影響下將會呈現群島的狀態。同时海平面会上升7米。

格陵兰地理

在1989年-1993年期間，歐洲和美國的氣候研究人員到達格陵蘭島冰蓋的高峰，挖掘了一對2英里（3.2公里）長的冰核，去研究其化學成份。冰核內藏有的空氣無法逸出冰蓋，愈深層的冰核空氣代表該空氣成份是在一個較早的時期的空氣，研究其內容有利於發現遠至100000年前的遠古時期北半球的氣候狀況。而研究結果是地球的氣候，通常是在一種較長期穩定的氣候，經過突然急速的不穩定變化，轉為另一種長期穩定的氣候。北大西洋的气候受格陵兰东北部沿海的洋流情况影响很深。

## 政治
格陵兰名义上的元首是宗主国丹麦君主，现任为腓特烈十世国王。丹麦政府派遣一位高级专员驻于当地，代表丹麦君主和政府。雖然宗主國丹麥是歐洲聯盟成員國，但格陵蘭並不屬於歐盟的一部分。
格陵兰的立法机构为格陵兰议会，经普选产生，任期4年，设31个议席。其自治政府的首長（格陵兰总理）是议会多数党的领袖。
2008年11月25日，格陵兰舉行自治公投，公投在全島80個市鎮和村落舉行，并于當地时间次日午夜左右公布了開票結果：投票率71.96%，其中75.54%贊成自治，23.57%反對，公投案以较大优势獲得通過。2009年6月21日，格陵兰正式成為了國際法下的獨立政治实体，自行管理自身的內政、司法與資源分配，但其國防、外交與財政的相關事務仍由丹麥管轄。
2019年8月，据美国《华盛顿邮报》报道，两名知情人士称時任美國總統唐納·川普敦促其高级助手调查美国政府是否可以购买格陵兰岛；其後白宮經濟顧問拉里·库德洛證實此說法，但随即被丹麦首相弗雷德里克森斥为荒谬，然而在川普政府的第一任期和第二任期均以此議題作為外交方針。
2025年3月，格陵蘭舉行議會選舉，主張漸進獨立的中間偏右政黨民主黨勝選，其政黨領袖尼爾森表示：「我們不是美國人，也不想永遠當丹麥人」，並表達該黨的立場是穩健發展本地產業，提高就業、教育與醫療等條件。

### 行政区划
格陵兰曾被划分为三个大区，下辖18个市镇，这种划分在2009年被取消。此后格陵兰被划分为几个大的市镇：塞梅索克（包括首府努克及东海岸的社区）、库亚莱克（法韦尔角周边）、凯卡塔（首府以北戴维斯海峡边上）、凯凯塔利克（迪斯科灣周边地区）和阿万纳塔（格陵兰西北部地区）。最新产生的两个市镇是原四市镇之一的卡苏伊楚普在2018年被一分为二而组成的。岛屿的东北部是非建制地区的东北格陵兰国家公园。皮圖菲克太空基地（Pituffik Space Base，舊稱「图勒空军基地」）也是一个非建制地区，为阿万纳塔市镇内的一块飞地，行政上由美国太空军管理。该基地在建设时最多有一万两千多美国居民，但近年来基地里的居民数量少于一千。

### 外事
作为丹麦王国的一部分，其外交关系由丹麦政府和格陵兰政府共同处理。
格陵兰通过丹麦驻外使领馆在多个国家设有代表处。2009年《自治法》允许格陵兰政府开设外交办事处，主要负责包括对外贸易、工业、渔业、教育、科学、采矿等格陵兰完全管辖的领域。美国和冰岛在格林兰努克设有总领事馆，另外全岛还有13个国家的名誉领事馆。

## 经济

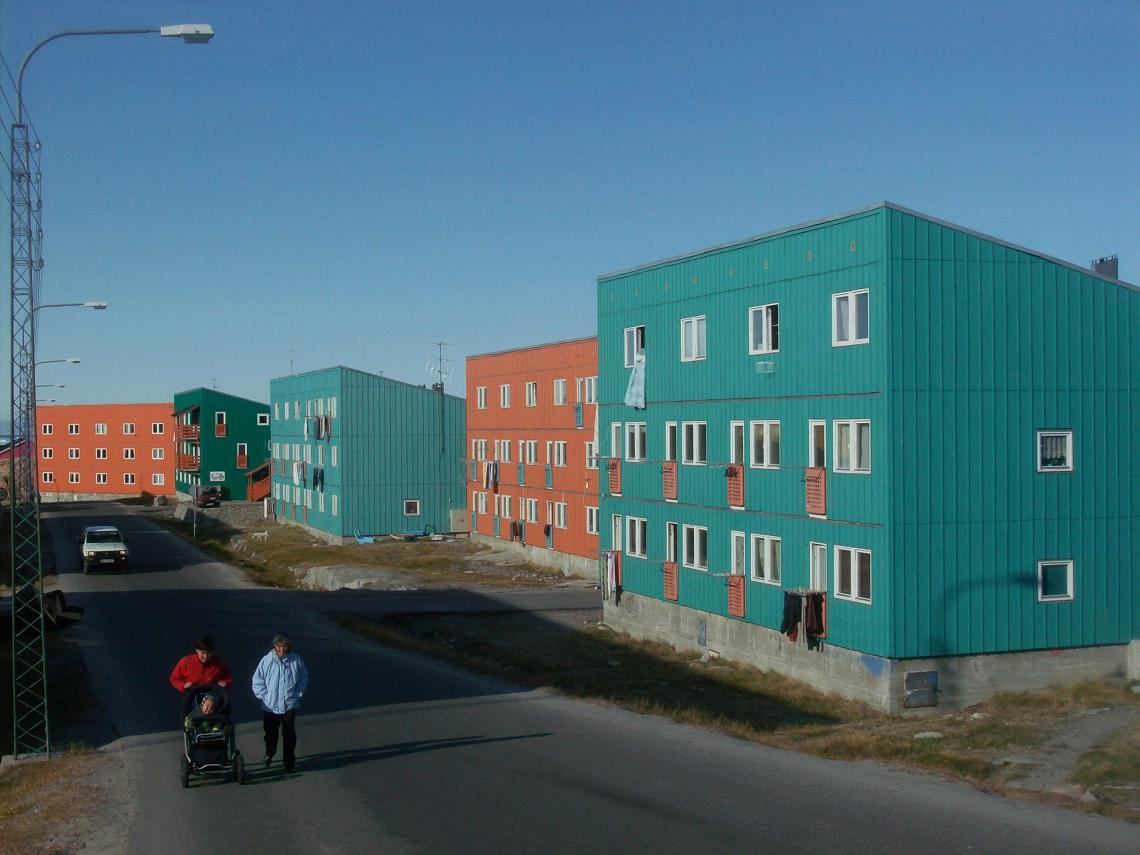
伊卢利萨特的公共住房

格陵蘭在上世纪末期曾经历經濟緊縮。自1993年以来，其經濟開始復甦。格陵兰自治政府自1980年来一直采取紧缩财政政策并有效保证了盈余的公共预算和较低的通货膨胀。自1990年岛内最后的铅矿和锌矿的关闭以来，格陵兰的外贸一直处于赤字状态，尽管格陵兰已经重新开始对烃和矿物的勘探活动，但要正式投產仍需要数年时间。据估計，格陵蘭西北和東北部的化石燃料藏量相當驚人，存有將近500億桶的石油與天然氣。另外，在南部納赫薩克市附近的高原，發現了可能世界蘊藏量最大稀土金屬礦床。现今该岛的经济严重依赖于渔业和渔产品出口，此佔出口值的80％以上。捕虾业是当地最大的支柱产业，亦发展有綿羊牧業，但飼料大多由國外進口。
旅游业是该国唯一有短期收益潜力的部门，但这也受到旅游季节短和消费高的限制。包括国有企业和市政府的公共部门在该国经济中扮演主导角色。格陵兰政府约一半的收入来自于宗主国丹麦的补助，这也是格陵兰国民生产总值的重要补充。

## 人口
格陵蘭的人口密度不仅非常低，而且人口呈下降趨勢。此外，當地昼夜长度非常極端，增加了當地人患上心理疾病以及自殺的頻率。
人口統計：

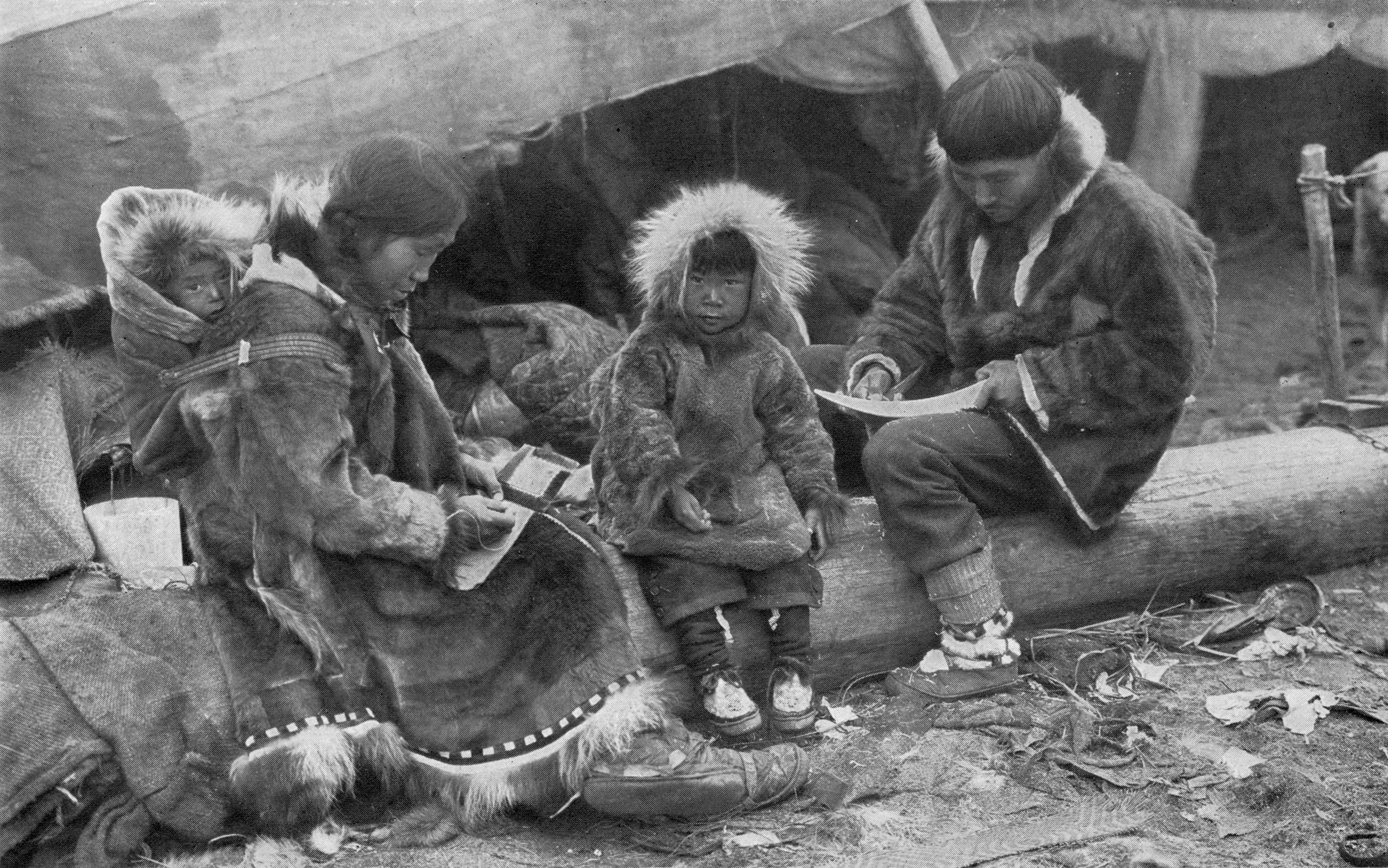
1917年，一个格陵兰因纽特人家庭

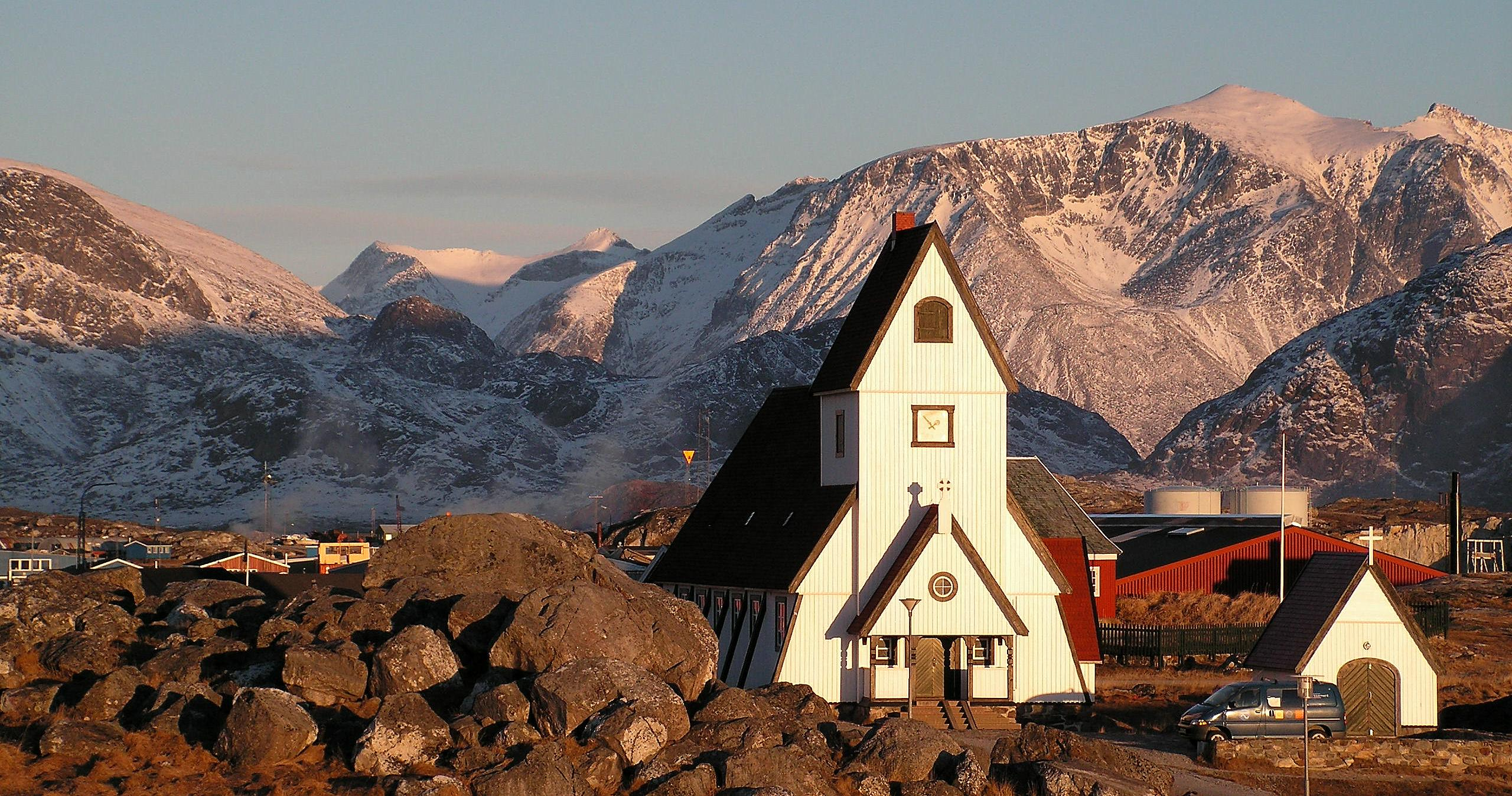
大部分格陵兰的村庄都有自己的教堂，图为纳诺塔利克地区的教堂

- 56,370（2013年1月估计），88%为因纽特人（包括一些混血因纽特人），其余12%为欧洲血统的移民，主要为丹麥移民。另有数千格陵兰人居住在丹麦。
- 人口增长率：0.9%（2000年数据）
- 出生率：千分之16.85（2000年数据）
- 死亡率：千分之7.55（2000年数据）
- 婴儿死亡率：18.26死亡／1,000安全出生（2000年数据）
- 人口机械增长率：千分之-8.38（2000年数据）
- 生育率：2.45新生儿／妇女（2000年数据）

年龄结构：
- 0-14岁：27%（男性7,718；女性7,483）
- 15-64岁：68%（男性20,860；女性17,272）
- 65岁及以上：5%（男性1,332；女性1,644，2000年数据）

性别比率：
- 出生：1男性／女性
- 15岁以下：1.03男性／女性
- 15-64岁：1.21男性／女性
- 65岁及以上：0.81男性／女性
- 总人口：1.13男性／女性（2000年数据）

出生时期望寿命：
- 总人口：68.07岁
- 男性：64.52岁
- 女性：71.69岁（2000年数据）

种族：
- 格陵兰人（包括因纽特人和一些因欧混血后裔）：87%
- 丹麦人和其他：13%

## 交通
第二次世界大战後，美國在格陵蘭島建造基地和機場，康埃盧蘇阿克機場（SFJ）是最大的機場和國際客運樞紐，擁有大型飛機起降所需的跑道。但SFJ遠離較大的居住區，距首府努克317公里。生鮮食品從哥本哈根到SFJ以大型飛機空運，再以小型飛機將貨運轉輸往島內其他各地。努克机场（GOH）是島上第二大機場，距首府中心僅6公里，主要服務於客運交通，提供島內每日或定期航班。全島另有18條簡易機場跑道，其中14條已有人工鋪設能提供短距航班的小型飛機起降。
民航事務歸屬丹麥民航管理局或格陵蘭機場管理局，島內航班由格陵蘭航空公司運營。國際航班每週有四航班，連結丹麥哥本哈根和冰島雷克雅未克。冰島航空從雷克雅未克飛往纳萨尔苏瓦克，並提供航線服務“荒野一日遊”。另外，格陵蘭航空公司在夏季有班機從加拿大伊魁特到努克的航線。
有些前往格陵蘭島觀光的國際遊客，是搭乘遊輪抵達。Arctic Umiaq Line 經營格陵蘭島的海上客運和貨運服務，但船運從丹麥到努克的距離為3,800公里，距離過長，無法載運易腐壞的生鮮食品。航運公司 Royal Arctic Line 載運海運貨物，提供格陵蘭與歐美間的貿易運輸。
格陵蘭各定居點之間沒有道路，只有在小塊的沿海無冰區才有一些道路，這些地區交通靠雪橇。由於島上缺乏農業、林業，鄉村道路極少修建。許多峽灣間的定居點藉由渡輪服務以連結，且道路只鋪設在定居點內部和周邊，目前全島共有150公里的公路，其中僅60公里是有鋪設的道路。南部的農場附近，有一些極為簡便的道路，用以牧羊和收集乾草等農牧活動，另還有一些很短的碎石路，是從岸邊通往水利電廠設施。2000年該地共有3729輛汽車，其中私人小轎車2093輛。

## 文化

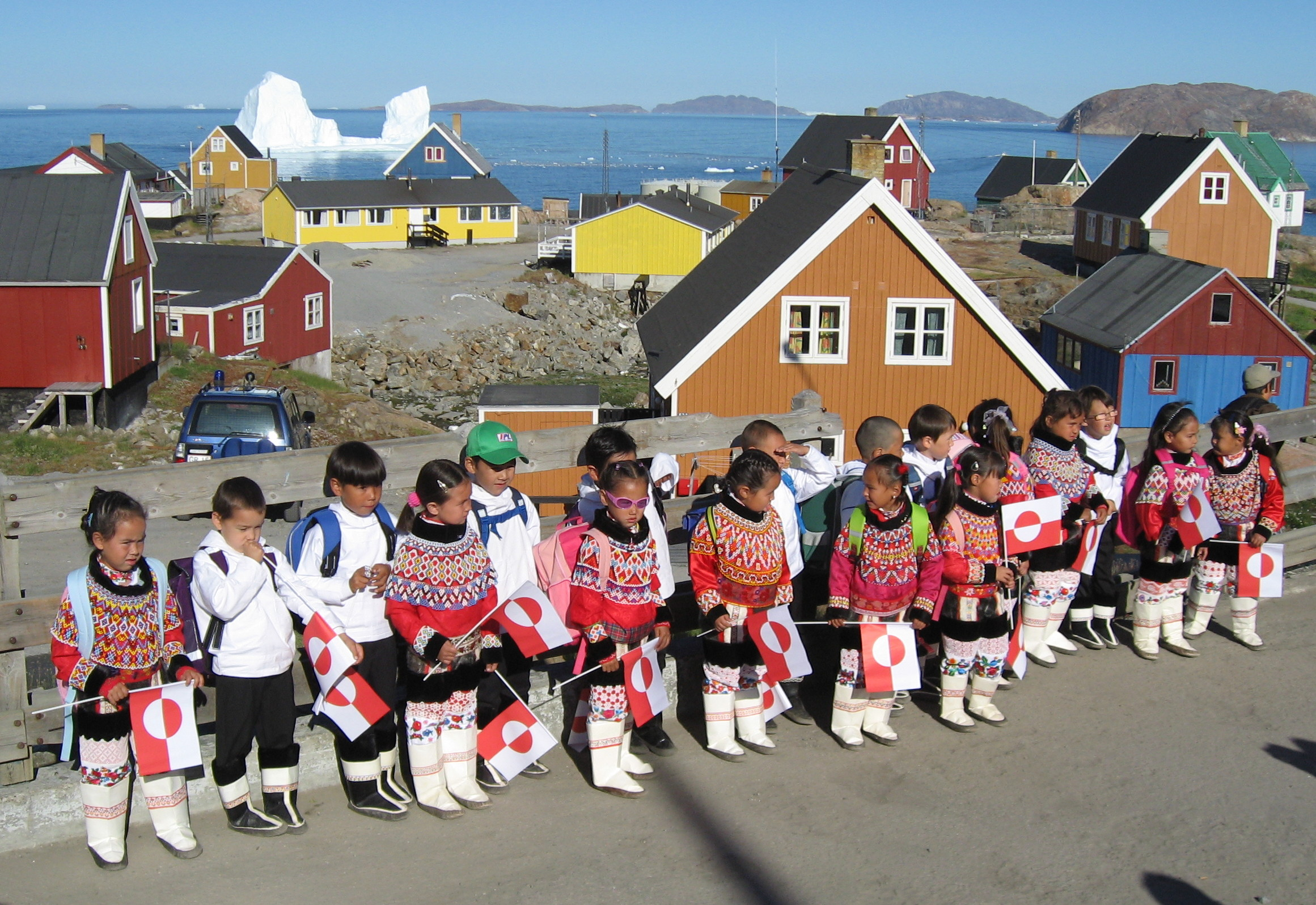
乌佩纳维克的小学生在开学第一天穿上传统的服饰上学

格陵兰文化以因纽特人的文化为主，并受到維京人探险文化的影响。部分因纽特人仍然以捕魚为生。
還有年度舉辦的狗拖雪橇比賽，只要有隊伍就可以參加。
格陵兰开始吸引游人参观，在这里可以进行狗拉雪橇比赛、打渔、健行和跨島滑雪。
在第40届世界圣诞老人大会上，格陵兰被确认为圣诞老人真正的故乡。
格陵兰大学建于1987年。

## 体育

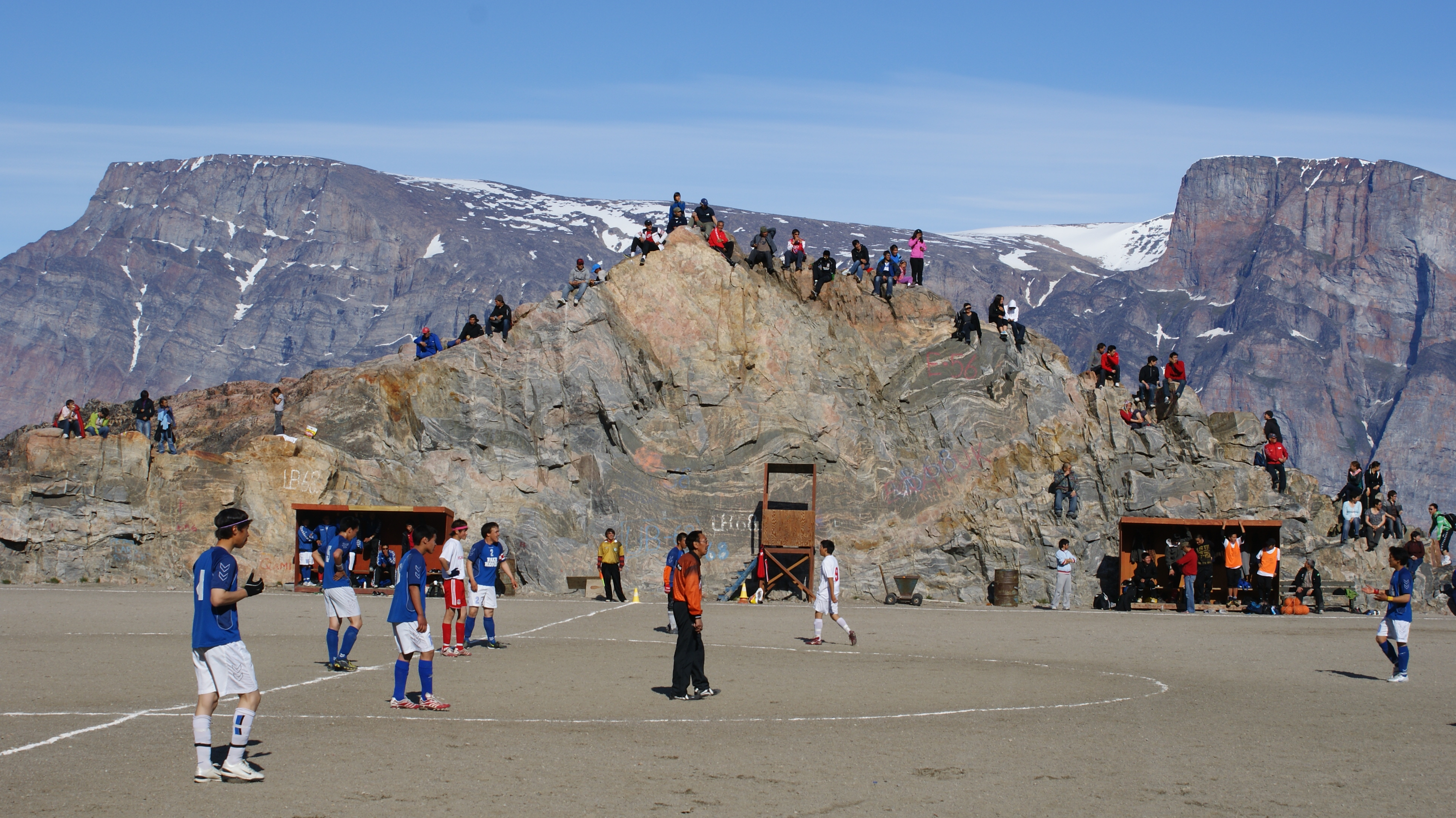
Uummannaq地区的足球运动

足球是格陵兰的国家体育项目，但格陵兰并不是国际足球联合会（FIFA）的成员。FIFA要求会员国必须有满足最低标准的天然草皮球场供国际比赛使用，而格陵兰的气候条件使得它不可能拥有符合标准的天然草皮球场。

## 动植物
格陵兰的植物以苔原植物为主，包括大麻、苔草、羊胡子草和地衣。一些无冰地区除了一些矮小的桦树、柳树和桤木丛外，几乎无别的树木生存。
格陵兰在漫长的冬季没有太阳（极夜现象）。但在夏季由于极昼24小时的日照，格陵兰因此迎来了大量来此繁殖的鸟类，许多植物也生长旺盛。尽管许多鸟类在冬季来临时又飞向南方，但也有些鸟全年都驻足于此，其中包括雷鸟和雪鹀。
格陵兰岛是北极熊的家园。其他动物还有狼、北极狐、北极兔、驯鹿和旅鼠等。大批麝牛分布于岛北部，其极厚的外皮能保护它们免受冰冷的北极风冻害。
在沿岸水域常见鲸和海豹。咸水鱼有鳕、鲑、比目鱼和大比目鱼。

## 飲食
格陵蘭傳統飲食以海洋哺乳類、鳥類和魚類的肉為主食，提供相當多的蛋白質。自從受到殖民文化和國際貿易普及，飲食習慣也受到丹麥、英國、美國和加拿大菜餚影響。
由於格陵蘭島的大部分地區被永久性冰川覆蓋，因此海洋是大多數食材的來源。近年來全球暖化改變大西洋鱈魚的遷徙路徑，使東海岸開始有商業捕魚，並有大型魚蝦加工廠。捕鯨是傳統生計，當地土著捕鯨是屬合法，但捕鯨行為背後有部分肉品的國際商業販賣，近來經常受到國際保育團體的關注。格陵蘭島為保護生態永續，有獵捕鳥類的各種規定，鴿子、絨鴨、雷鳥和海鷗是常見的獵捕對象，此外獵人也會收集鳥蛋做為食材。
北歐人將養殖綿羊和牛隻業引入格陵蘭島，更多的肉類得以提供。野味包括馴鹿、麝牛、狐狸和野兔 ，甚至北極熊都是狩獵的標的。肉類經煮熟、乾燥、冷凍、發酵的方式處理後食用，也偶爾生吃，特別是獵獲馴鹿後，肝臟立即生吃，以取得維生素。在格陵蘭，海洋動物的狩獵，是一種重要的生計活動，也是社會群體共同活動。
島上綠色蔬菜不足，但受益於全球氣候暖化，島上生長季節略有延長趨勢，農民正嘗試種植青花菜等新作物，以增加蔬菜供應。格陵蘭餐點以米飯和馬鈴薯做為膳食中的澱粉，洋蔥也常見。島民採集野生藍莓和小紅莓，用於蛋糕和甜點裝飾，或製作漿果蜜餞搭配肉類菜餚，另在夏季採集可食植物葉做為蔬食，海藻則儲存做為冬季儲備食品。
格陵蘭的經典特色菜餚是 suaasat，即一種傳統的湯品，通常取材自海豹、鯨魚、馴鹿或海鳥的肉，並用大米、大麥浸泡增加濃稠。湯中加有洋蔥和馬鈴薯，只簡單用鹽和胡椒或月桂葉調味。獨角鯨、白鯨及海豹是肉品的主要來源；煙熏座頭鯨肉、鱈魚乾和鯨魚脂是受歡迎的餐點和休閒食品。mattak 是曬乾的鯨脂或馴鹿肉，生食可提供健康所需的維生素C。由於當地嚴寒，在天氣較回溫的夏季，人們喜好在戶外用餐。
格林蘭的特色飲料有咖啡及啤酒，咖啡是格陵蘭的主要餐後飲品，將熱咖啡、威士忌、和鮮奶油注入在波爾多玻璃杯中，點燃熄火後飲用。過去格陵蘭的酒類銷售有嚴格限制，因此自行釀酒非常普遍，特色啤酒是從北極天然冰川中取冰釀造。
過去因紐特人以動物肉類為主食，但1980年以後格陵蘭島的雜貨店已類似西方商店，提供咖啡、茶、餅乾、薯片等食品。依據地點的不同，一年中能提供新鮮水果和蔬菜的多樣性則有很大的差異。在偏遠地區的夏季，食品可以船隻運送，冬季時的蔬菜、水果必須以飛機運送。

## 氣候變遷
1989年至1993年間，美國及歐洲的氣候研究人員以機器鑽入格陵蘭島冰蓋的頂峰，獲得了一對3公里長的冰芯。這對冰芯可提供地核分層和化學成分的分析，可追溯約10萬年前的北半球氣候變化的革命性新記錄。根據分析，顯示全球氣候和溫度從過往相對穩定的狀態，正迅速轉變為另一種不穩定的狀態。1991年至2004年間，格林蘭瑞士營地的天氣監測表明，冬季平均氣溫上升了近6°C（11°F），導致格陵蘭的冰川融解促使全球海平面上升的速度比以前要快。其他研究表明，在1994年至2005年期間，北大西洋振盪產生的更高降雪導致冰蓋內部平均增厚6厘米或2.36厘米。
2021年，歷史上第一次有記錄在格陵蘭島的冰蓋頂峰下雨（非降雪）。美國國家冰雪數據中心（NSIDC）發布報告，格陵蘭冰原於3216公尺處的氣溫上升，在冰點以上的持續超過9小時，是近10年內第3次氣溫高於冰點。過去均沒有發生過降下雨水，但這次受到濕暖空氣影響降下暴雨。根據該地區的氣象站觀測，8月13日至16日的累積雨量高達70億噸，科學家將其歸因於氣候變化。
2021年7月15日，格陵蘭政府宣布禁止在其領土上進行所有新的石油和天然气勘探。格陵蘭政府表示：「石油開採的代價太高，格陵蘭政府認真看待氣候變遷議題，並準備好為應對全球氣候變遷作出貢獻，格陵蘭政府正在為巨型水力發電計畫招商，停止石油探勘有助於發展水力發電計畫」。

## 图片

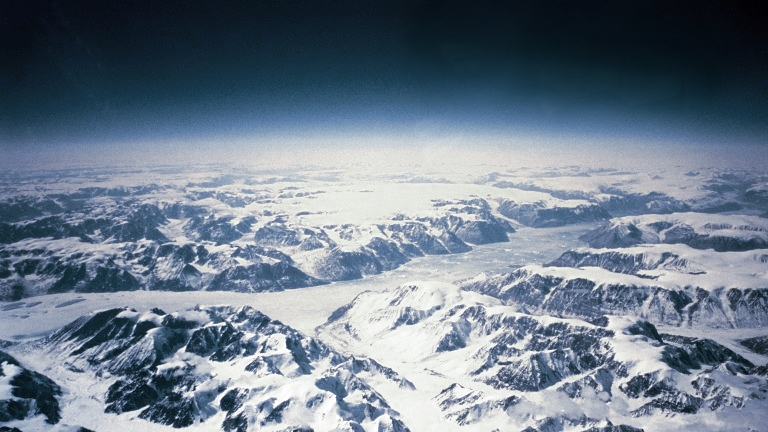
东南海岸
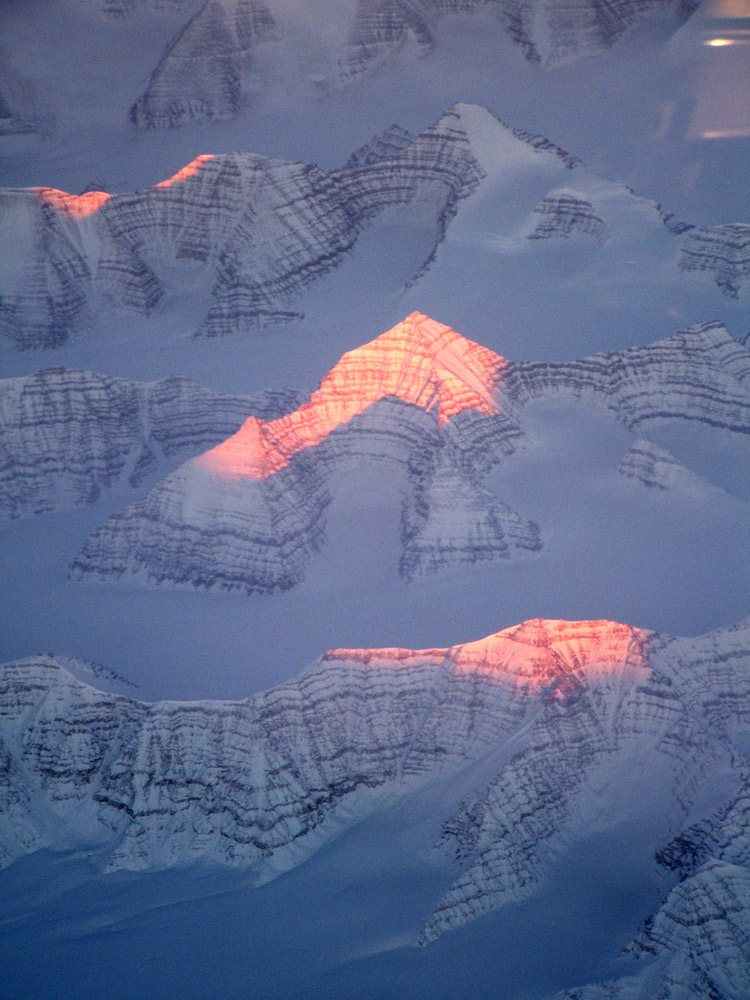
俯瞰山色
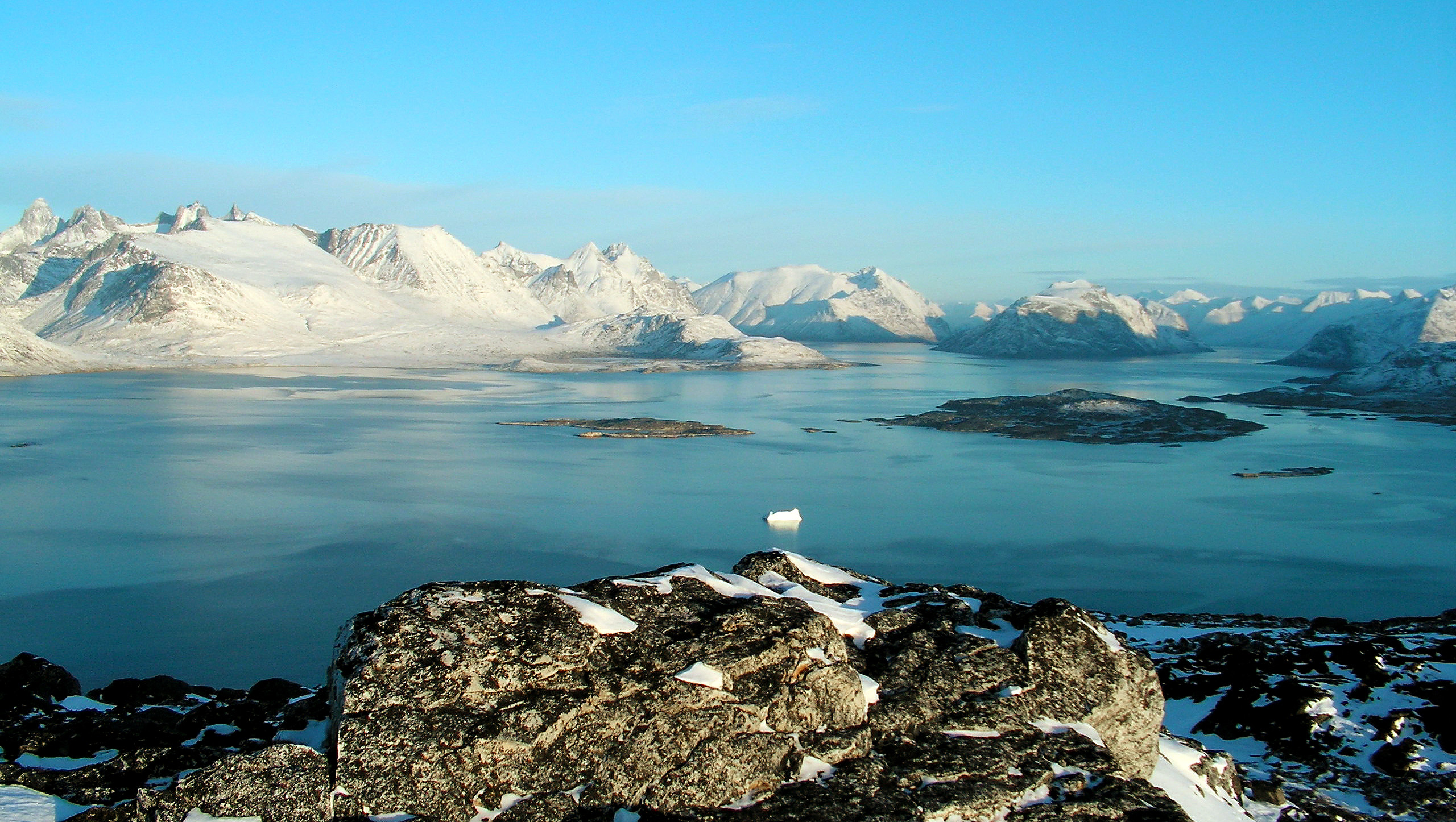
南部峡湾风景，纳诺塔利克附近
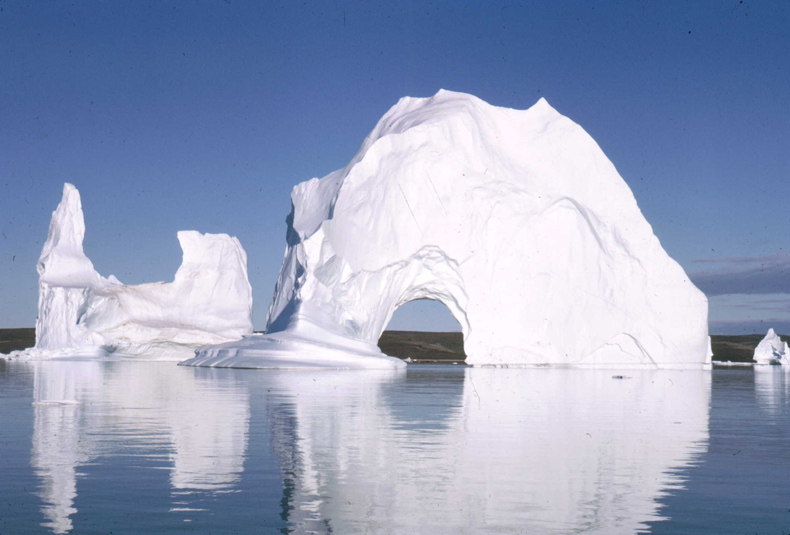
东部的“Scoresby Sund”是世界上最长的峡湾
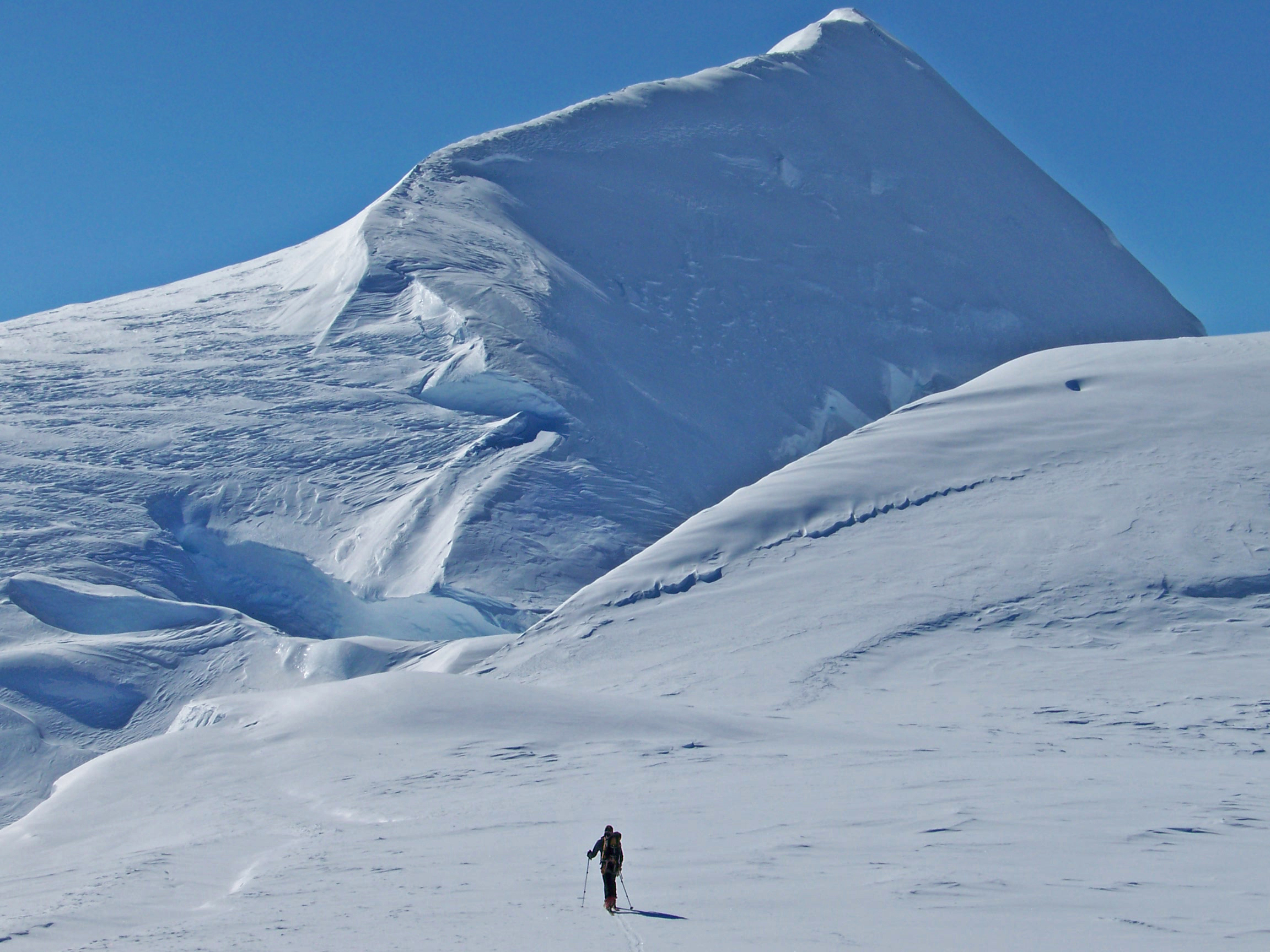
圆屋顶雪山
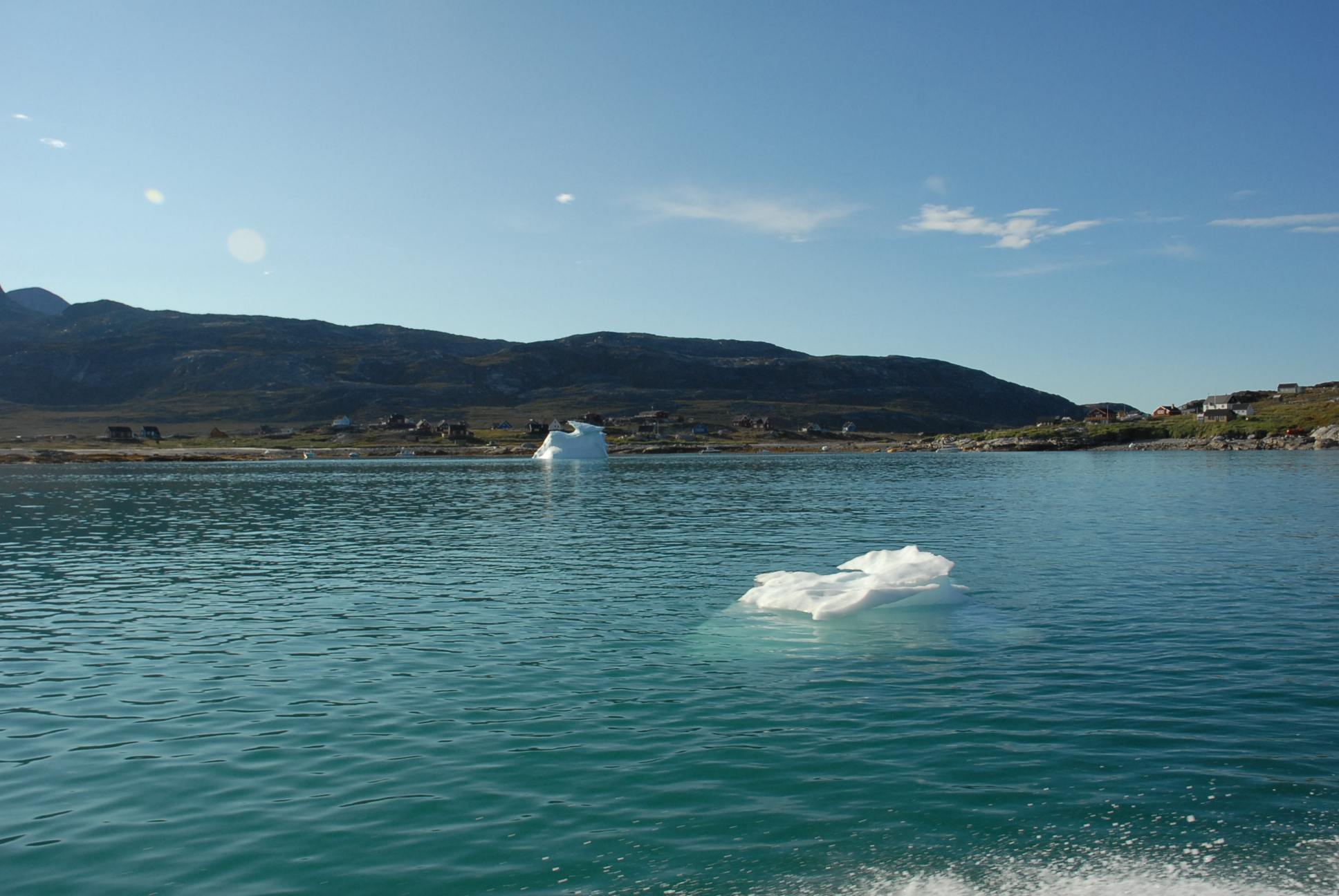
努克海湾
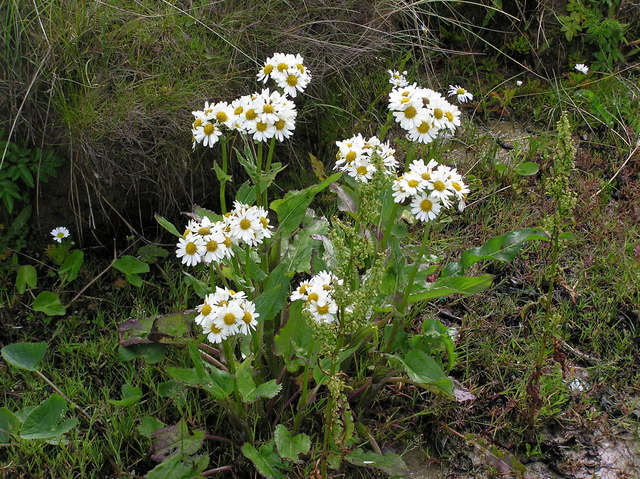
Dunnet Bay海岸的刘寄奴属植物
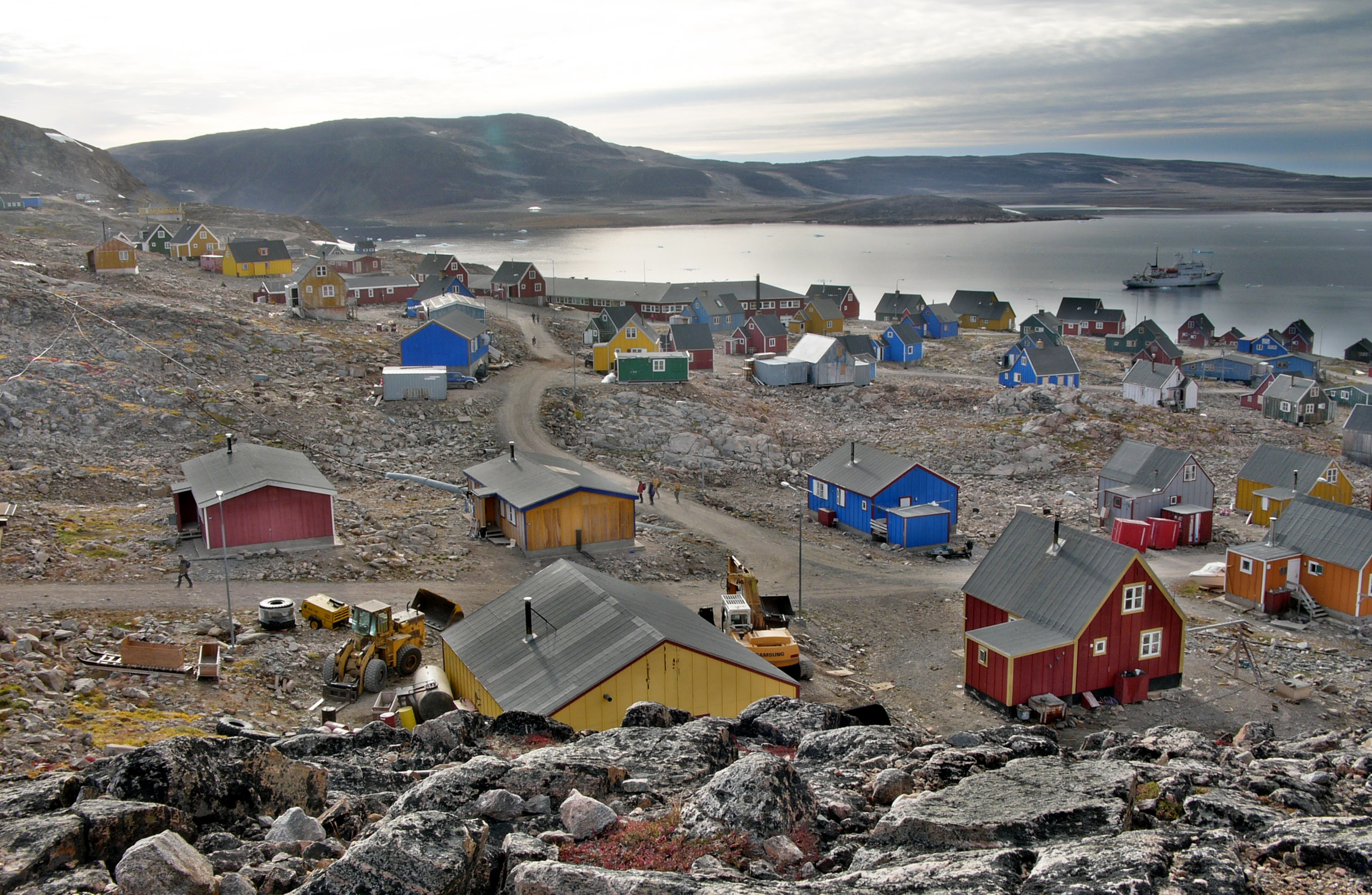
海邊的斯科斯比松鎮
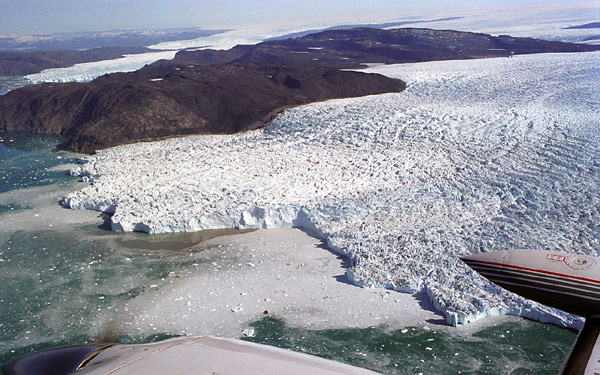
Torssukatak Fjord
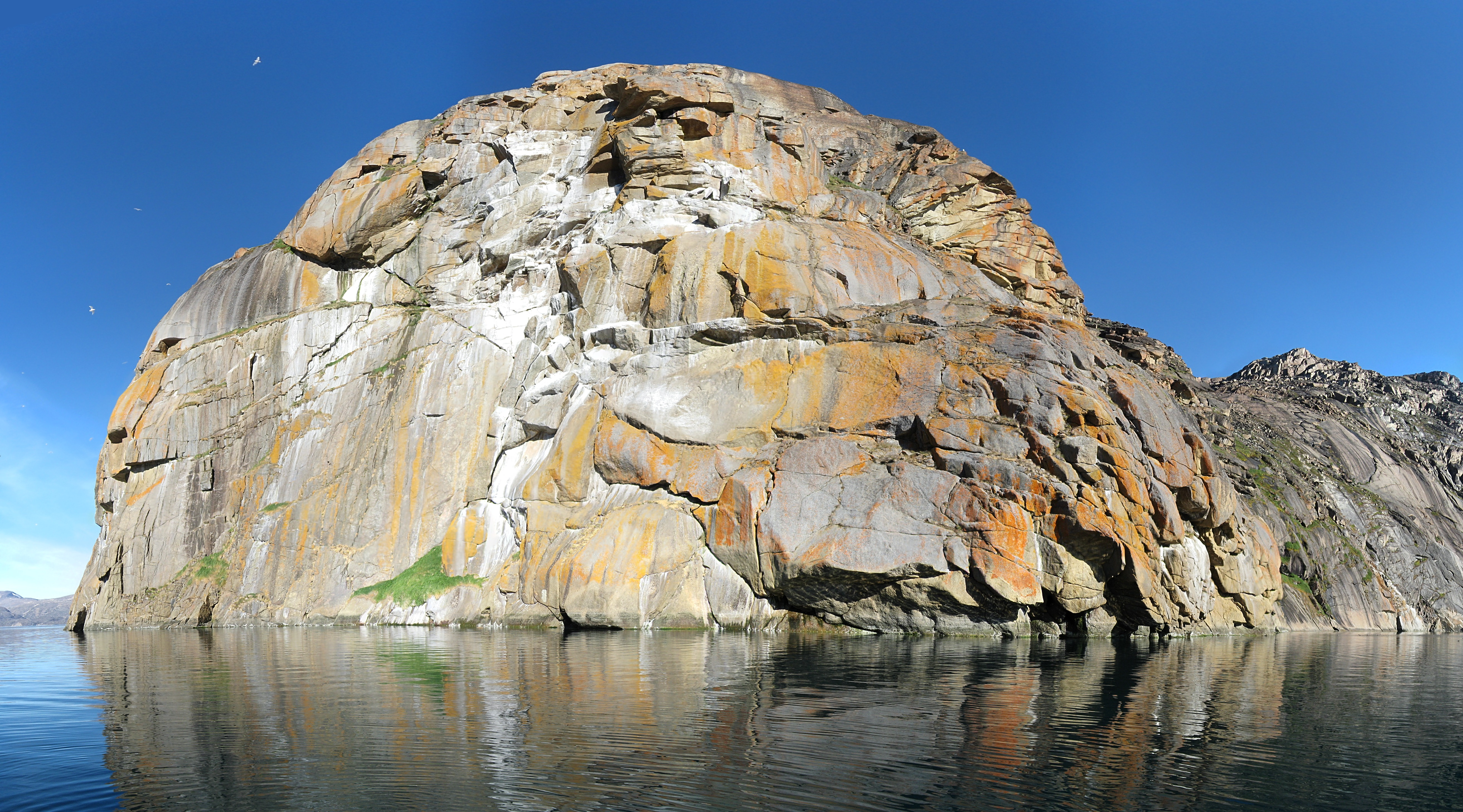
格陵蘭西部的努納島